# Johnny Ekström
Johnny Ekström (ur. 5 marca 1965 w Örgryte) – piłkarz szwedzki grający na pozycji napastnika.

## Kariera klubowa
Ekström wychował się w klubie IFK Göteborg. Już w 1984 roku zadebiutował w jego barwach w pierwszej lidze szwedzkiej, ale rozegrał tylko jedno spotkanie mając mały udział w wywalczeniu mistrzostwa kraju. W 1985 roku strzelił 5 goli w lidze, a w 1986 z 13 golami na koncie został królem strzelców Allsvenskan. Z IFK dotarł też do finału Pucharu Szwecji.
Latem 1986 roku Ekström po raz pierwszy wyjechał do zagranicznego klubu i został piłkarzem włoskiego Empoli FC. Przez rok strzelił trzy gole pokonując bramkarzy Fiorentiny (1:0), Interu Mediolan (1:2) i Ascoli Calcio (1:0). Z kolei w kolejnym sezonie zaliczył pięć trafień strzelając gole Juventusowi (1:0), SSC Napoli (1:2), Romie (2:1), Sampdorii (2:2) oraz Pescarze Calcio (3:2). Empoli zajęło jednak ostatnie miejsce i spadło do Serie B.
W 1988 roku Ekström przeszedł do niemieckiego Bayernu Monachium. W zespole prowadzonym przez Juppa Heynckesa zadebiutował 23 lipca w wygranym 3:0 domowym meczu z Eintrachtem Frankfurt i w debiucie zdobył gola. W sezonie pełnił rolę rezerwowego dla pary napastników Jürgen Wegmann – Roland Wohlfarth. Rozegrał 23 spotkania, w których zdobył 7 goli (także z VfB Stuttgart, 1. FC Kaiserslautern, Bayerem Uerdingen, ponownie ze Stuttgartem, Borussią Mönchengladbach i ponownie z Uerdingen), a Bayern został mistrzem Niemiec i dotarł do półfinału Pucharu UEFA.
W 1989 roku po zdobyciu mistrzostwa kraju Szwed trafił do Francji i został zawodnikiem AS Cannes. Tam jednak przegrał rywalizację o miejsce w ataku z Yannickiem Stopyrą i Brunem Bellone. W Ligue 1 grał półtora roku, a w 1991 wrócił do IFK. W tym samym roku oraz w 1993 wywalczył dwa mistrzostwa Szwecji. W tym pierwszym przypadku zdobył także krajowy puchar.
Latem 1993 Ekström ponownie zaczął grać w Serie A. Przez pół roku zdobył tylko jednego gola w barwach Reggiany, a w trakcie sezonu odszedł do Realu Betis. W 1994 został piłkarzem Dynama Drezno, jednak jego 7 zdobytych goli nie pomogło Dynamu w utrzymaniu w lidze. Następnie przeszedł do Eintrachtu Frankfurt, ale przez dwa sezony był tam rezerwowym. W 1998 roku wrócił do IFK, a po rozegraniu 8 spotkań zakończył piłkarską karierę.
| Sezon     | Klub                | Kraj      | Rozgrywki        | Mecze | Bramki |
| --------- | ------------------- | --------- | ---------------- | ----- | ------ |
| 1984      | IFK Göteborg        | Szwecja   | Allsvenskan      | 1     | 0      |
| 1985      | IFK Göteborg        | Szwecja   | Allsvenskan      | 17    | 5      |
| 1986      | IFK Göteborg        | Szwecja   | Allsvenskan      | 24    | 13     |
| 1986/87   | Empoli FC           | Włochy    | Serie A          | 24    | 3      |
| 1987/1988 | Empoli FC           | Włochy    | Serie A          | 29    | 5      |
| 1988/1989 | Bayern Monachium    | Niemcy    | Bundesliga       | 23    | 7      |
| 1989/1990 | AS Cannes           | Francja   | Ligue 1          | 22    | 4      |
| 1990/1991 | AS Cannes           | Francja   | Ligue 1          | 10    | 0      |
| 1991      | IFK Göteborg        | Szwecja   | Allsvenskan      | 10    | 6      |
| 1992      | IFK Göteborg        | Szwecja   | Allsvenskan      | 26    | 13     |
| 1993      | IFK Göteborg        | Szwecja   | Allsvenskan      | 4     | 2      |
| 1993/1994 | Reggiana            | Włochy    | Serie A          | 9     | 1      |
| 1993/1994 | Real Betis          | Hiszpania | Primera Division | 7     | 2      |
| 1994/1995 | Dynamo Drezno       | Niemcy    | Bundesliga       | 30    | 7      |
| 1995/1996 | Eintracht Frankfurt | Niemcy    | Bundesliga       | 16    | 2      |
| 1996/1997 | Eintracht Frankfurt | Niemcy    | Bundesliga       | 18    | 5      |
| 1998      | IFK Göteborg        | Szwecja   | Allsvenskan      | 8     | 0      |

## Kariera reprezentacyjna
W reprezentacji Szwecji Ekström zadebiutował 1 maja 1986 roku w zremisowanym 0:0 towarzyskim spotkaniu z Grecją. W 1990 roku został powołany przez selekcjonera Ollego Nordina do kadry na Mistrzostwa Świata we Włoszech. Tam wystąpił we dwóch spotkaniach grupowych: przegranych po 1:2 ze Szkocją oraz z Kostaryką, w którym zdobył gola numer 1400 w historii mistrzostw świata. W 1992 roku zajął ze Szwecją 3. miejsce na Euro 92. Jego dorobek na tym turnieju to trzy mecze: z Danią (1:0), z Anglią (2:1) oraz w półfinale z Niemcami (2:3). W drużynie „Trzech Koron” występował do 1995 roku. Łącznie rozegrał w niej 47 meczów i zdobył 13 bramek.